# Jovan Stanković
Jovan Stanković (cyr. Јован Станковић, ur. 4 marca 1971 w Pirocie) – serbski piłkarz grający na pozycji lewego pomocnika.

## Kariera klubowa
Stanković wychował się w klubie FK Radnički Pirot pochodzącego z jego rodzinnego miasta Pirot. W 1992 roku został wykupiony przez Crveną Zvezdę Belgrad i w jej barwach zadebiutował w pierwszej lidze jugosłowiańskiej. Jeszcze w trakcie sezonu został wypożyczony do innego pierwszoligowca FK Radnički Niš. W 1993 roku wrócił do „Czerwonej Gwiazdy”. W 1994 roku został z nią wicemistrzem kraju, a w 1995 wywalczył tytuł mistrzowski. Zdobył także Puchar Jugosławii, który obronił rok później. W trakcie sezonu 1995/1996 został wypożyczony do Radničkiego Jugopetrol, a w Jugosławii grał do końca 1995 roku.
Na początku 1996 roku Stanković wyjechał do Hiszpanii i został zawodnikiem drugoligowego RCD Mallorca. W sezonie 1996/1997 wywalczył z nią awans do Primera División, a w lidze tej zadebiutował 31 sierpnia 1997 w wygranym 2:1 domowym spotkaniu z Valencią. W 1998 roku zajął z Mallorcą 5. pozycję w lidze oraz dotarł do finału Pucharu Hiszpanii (porażka w serii rzutów karnych z Barceloną). W 1999 roku zdobył z Mallorcą Superpuchar Hiszpanii oraz dotarł do finału Pucharu Zdobywców Pucharów, ostatniego w historii, który wygrał włoski klub S.S. Lazio 2:1. W lidze Mallorca była trzecia, a jesienią bezskutecznie walczyła w eliminacjach do Ligi Mistrzów i w Pucharze UEFA. W Mallorce Jovan grał do połowy sezonu 2000/2001, w którym Mallorca zajęła 3. miejsce.
Zimą 2001 roku Stanković odszedł do francuskiego Olympique Marsylia. W Ligue 1 po raz pierwszy wystąpił 3 lutego 2001. Dla Olympique rozegrał tylko 6 spotkań, a klub z Marsylii dopiero w ostatniej kolejce utrzymał się w lidze. Latem Jovan odszedł do grającego w Segunda División Atlético Madryt. W 2002 roku awansował z nim do Primera División i w jego barwach grał tam jeszcze przez rok. W 2003 roku Serb wrócił do Mallorki. Spędził tam jeden sezon, a w kolejnym występował w drugoligowym UE Lleida. Karierę zakończył w 2005 roku.
| Sezon   | Klub               | Kraj       | Rozgrywki         | Mecze | Bramki |
| ------- | ------------------ | ---------- | ----------------- | ----- | ------ |
| 1992/93 | FK Crvena zvezda   | Jugosławia | Super liga Srbije | 2     | 0      |
| 1992/93 | Radnički Nisz      | Jugosławia | Super liga Srbije | 17    | 1      |
| 1993/94 | FK Crvena zvezda   | Jugosławia | Super liga Srbije | 28    | 2      |
| 1994/95 | FK Crvena zvezda   | Jugosławia | Super liga Srbije | 20    | 1      |
| 1995/96 | FK Crvena zvezda   | Jugosławia | Super liga Srbije | 13    | 0      |
| 1995/96 | Radnički Belgrad   | Jugosławia | Super liga Srbije | 7     | 0      |
| 1995/96 | RCD Mallorca       | Hiszpania  | Segunda División  | 20    | 1      |
| 1996/97 | RCD Mallorca       | Hiszpania  | Segunda División  | 25    | 3      |
| 1997/98 | RCD Mallorca       | Hiszpania  | Segunda División  | 35    | 4      |
| 1998/99 | RCD Mallorca       | Hiszpania  | Primera División  | 36    | 4      |
| 1999/00 | RCD Mallorca       | Hiszpania  | Primera División  | 24    | 5      |
| 2000/01 | RCD Mallorca       | Hiszpania  | Primera División  | 14    | 0      |
| 2000/01 | Olympique Marsylia | Francja    | Ligue 1           | 6     | 0      |
| 2001/02 | Atlético Madryt    | Hiszpania  | Segunda División  | 34    | 1      |
| 2002/03 | Atlético Madryt    | Hiszpania  | Primera División  | 18    | 1      |
| 2003/04 | RCD Mallorca       | Hiszpania  | Primera División  | 11    | 0      |
| 2004/05 | UE Lleida          | Hiszpania  | Segunda División  | 26    | 1      |

## Kariera reprezentacyjna
W reprezentacji Jugosławii Stanković zadebiutował 23 września 1998 roku w zremisowanym 1:1 towarzyskim spotkaniu z Brazylią. W 2000 roku był w kadrze Jugosłowian powołanej przez Vujadina Boškova na Euro 2000, a jego dorobek na tym turnieju to dwa spotkania: z Hiszpanią (3:4) oraz ćwierćfinałowe z Holandią (1:6). Mecz Holandią był jego ostatnim w kadrze narodowej, w której wystąpił 10 razy.